# منتخب فنلندا تحت 19 سنة لكرة السلة
منتخب فنلندا تحت 19 سنة لكرة السلة (بالفنلندية: Suomen alle 18-vuotiaiden koripallomaajoukkue) هو ممثل فنلندا الرسمي في المنافسات الدولية في كرة السلة
.